# The Rival Stage Lines (film 1914)
The Rival Stage Lines è un cortometraggio muto del 1914 diretto e interpretato da Tom Mix su una sceneggiatura di Allen A. Martin. Nel cast, tra gli altri attori, appare anche il nome di Lynn F. Reynolds.

## Produzione
Il film fu prodotto dalla Selig Polyscope Company.

### Cast
- Lynn Reynolds (1889-1927): Fu uno dei pochissimi film interpretati dal popolare regista di western che usò a inizio di carriera il nome di Lynn F. Reynolds. Il regista si sarebbe poi suicidato nel 1929 in seguito a una furiosa lite con la moglie.

## Distribuzione
Distribuito dalla General Film Company, il film - un cortometraggio in una bobina - uscì nelle sale cinematografiche statunitensi il 1º dicembre 1914.